# ペンタチコロオヤシ

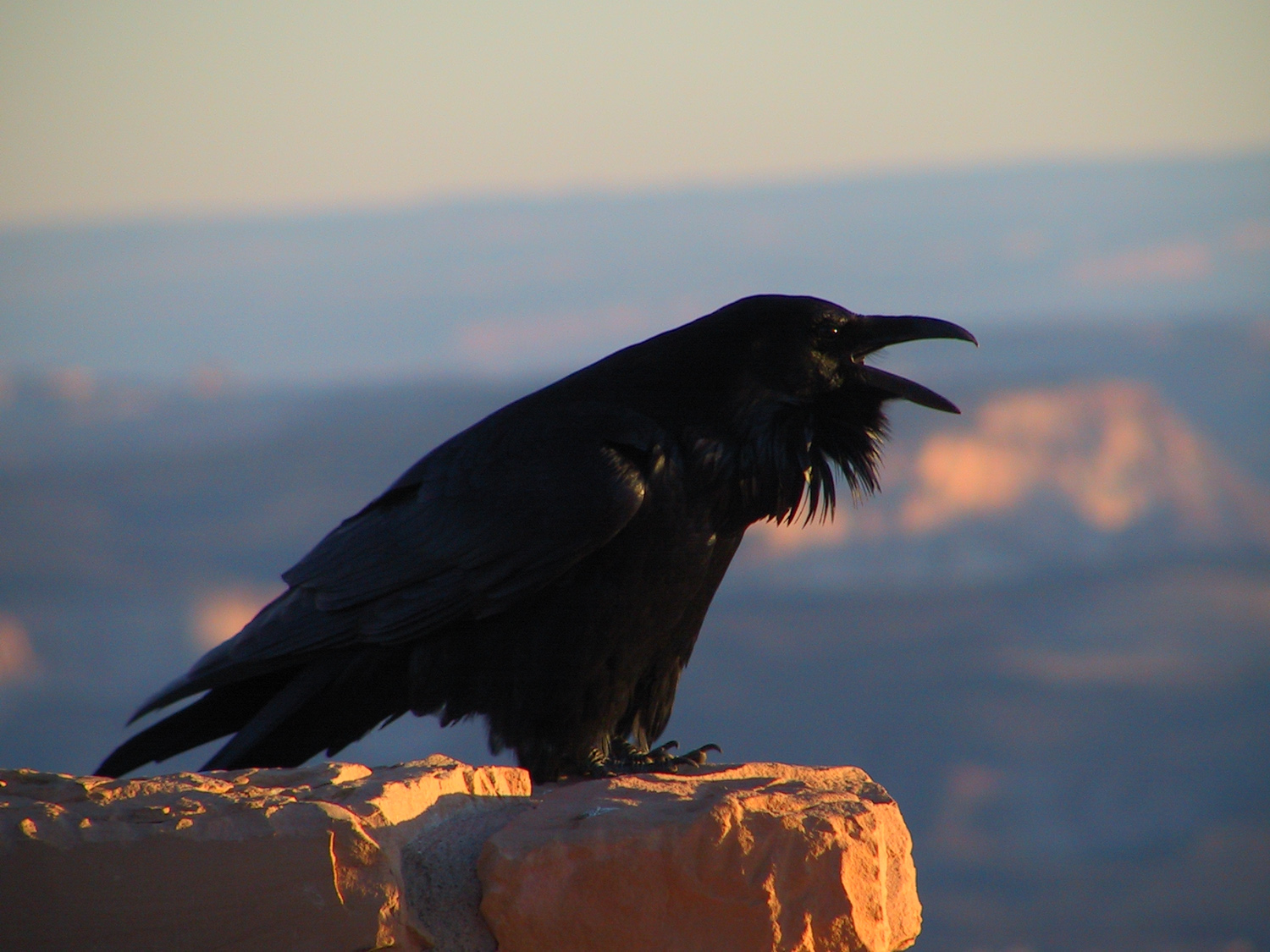
ペンタチコロオヤシの正体とされるワタリガラス

ペンタチコロオヤシは、樺太のアイヌに伝わる妖怪。
名称は「松明をかざすお化け」を意味しており、夜中に松明を持って横行し、道を行く人々に様々な怪をなすという。
ある村の村長が、樺太東海岸北部のコタンケシという村を訪ねて夜道を歩いていたところ、ペンタチコロオヤシに出遭った。妖怪の持つ松明により、夜のはずが周囲は昼間のように明るかった。
この話を聞いたコタンケシの村長が夜道に出かけると、背後にペンタチコロオヤシが現れたので、持っていた刀で刺し殺したが、同時に彼も気を失ってしまった。
やがて目覚めた村長は村へ戻り、翌朝に村の者たちが死体を確かめに行ったところ、ペンタチコロオヤシの正体は、性悪のワタリガラスだったという。
なお、このようにキツネやカワウソなど動植物が人間の姿に化けるものを、樺太や北海道北東部のアイヌでは「イシネカプ」といい、北海道南西部のアイヌでは「イシネレプ」という（ともに『それが化けたもの』の意）。